# John Kearsley Mitchell

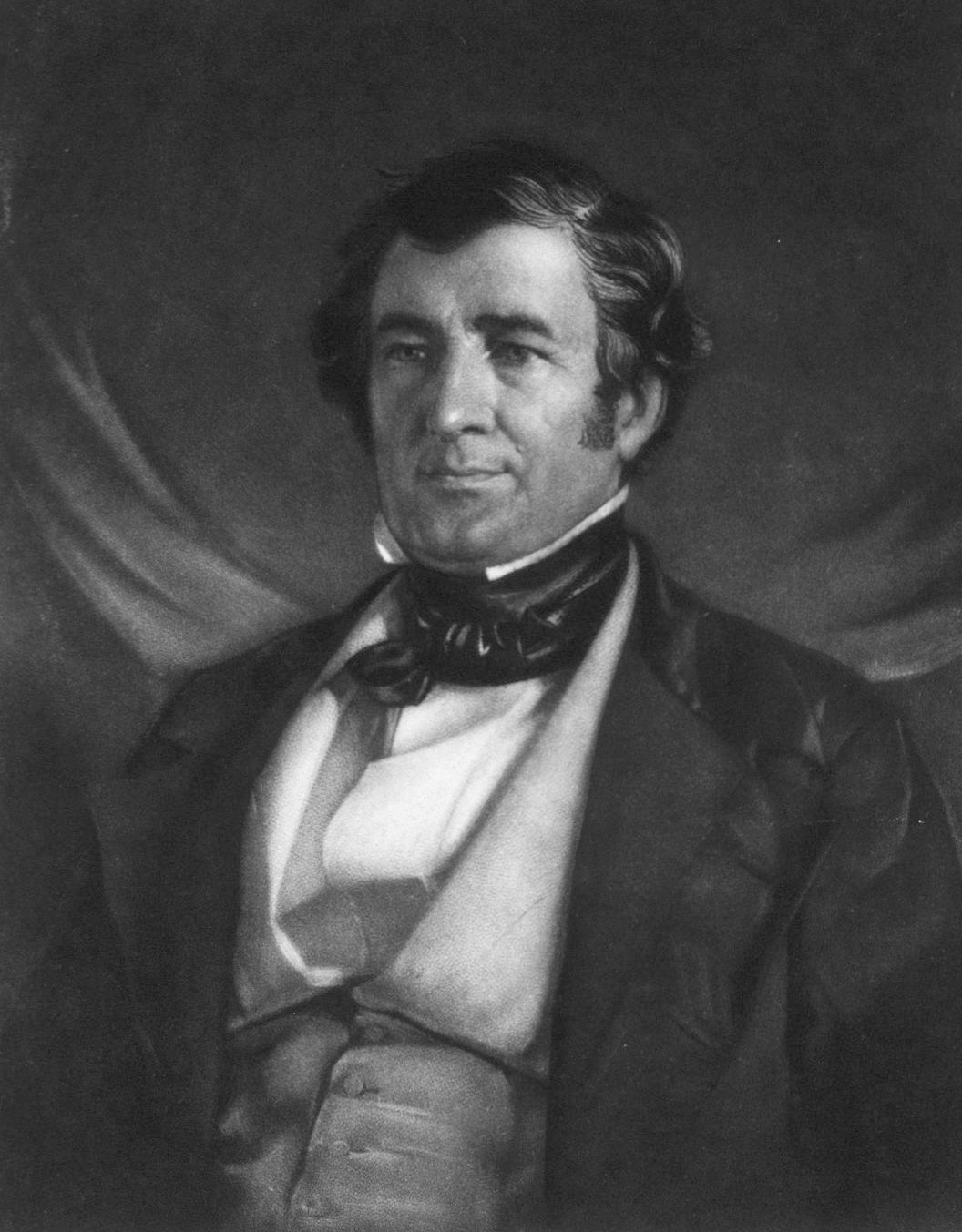
John Kearsley Mitchell

John Kearsley Mitchell (* 12. Mai 1798 in Shepherdstown, Jefferson County, Virginia; † 4. April 1858 in Philadelphia, Pennsylvania) war ein US-amerikanischer Arzt und Schriftsteller.

## Leben und Wirken
Nach der Schulzeit in seiner Heimatstadt begann Mitchell am Medical College der University of Pennsylvania Medizin zu studieren. 1819 konnte er sein Studium erfolgreich abschließen und ließ sich sofort im Anschluss daran bei einem Handelshaus als Schiffsarzt anheuern.
Nach drei langen Reisen in den Fernen Osten kehrte Mitchell wieder in die USA zurück und eröffnete in Philadelphia eine Praxis. Parallel dazu übernahm er 1826 eine Dozentur am Philadelphia Medical Institute. Im darauffolgenden Jahr heiratete er Sarah, die Tochter eines Kollegen, und hatte mit ihr einen Sohn: den späteren Schriftsteller Silas Weir Mitchell.
1833 berief man Mitchell als Professor für Chemie ans Franklin Institute. 1841 wechselte er in ähnlicher Position ans Jefferson Medical College (Thomas Jefferson University) und hatte dieses Amt bis an sein Lebensende inne.
John Kearsley Mitchell starb am 4. April 1858 in Philadelphia und fand dort auch seine letzte Ruhestätte.

## Schriften (Auswahl)
Belletristik
- St. Helena. A poem. 1821
- Indecision. A tale of the Far West and other poems. 1839.

Sachbücher
- On the cryptogamous origin of malarious and epidemic fevers. 1849.
- Five essays on various chemical and medical subjects. 1858.